# Noire (musique)
Pour les articles homonymes, voir Noire.

Deux noires et un soupir.

En musique, la noire est une figure de note représentée par une tête ovale de couleur noire, attachée à une hampe. La position de cet ovale sur la portée indique la hauteur.
La durée de la noire équivaut à la moitié d'une blanche, au quart d'une ronde, au double d'une croche, au quadruple d'une double croche, etc.
Dans une mesure chiffrée 4/4 la noire vaut un temps, soit le quart de la mesure.

## Le soupir
Le silence ayant la même durée que la noire est le soupir.
Le soupir est parfois représenté sous une autre forme : la forme du demi-soupir, mais avec le crochet à droite. Il est préférable de ne pas utiliser cet ancien symbole, pour éviter de le confondre avec celui du demi-soupir moderne.

## Symboles
En Unicode, les symboles sont :
- U+2669 ♩ note noire (HTML : &#9833;)
- U+1D15F 𝅘𝅥 symbole musicale noire (HTML : &#119135;)